# Anton Gallizian
Anton Gallizian fue uno de los primeros fabricantes de papel en Basilea.

## Biografía
Antonius Galliciani (circa 1428, † 1497), en germano Anton Gallizian, provenía de Casella (Liguria) y trabajó como empleado en la primera fábrica de papel de Basilea dirigida por Heinrich Halbisen. En 1452, él y su esposa Adelheid Tschan compraron un rallador de cáñamo en Rümelinbach, frente al Steinentor de Basilea. En 1453 lo cambió por un molino de martillos en St-Alban-Tal, que había convertido en una fábrica de papel. En el último trimestre de 1453 pagó por primera vez el impuesto a la libra, como indicación de que en aquella época ya había empezado a fabricar papel. En 1457 él y sus hermanos recibieron la ciudadanía de Basilea. En la siguiente generación, la familia Gallizian ascendió hasta convertirse en una de las familias más ricas y poderosas de Basilea.
Hoy en día, el edificio es llamado Molino Gallizian (Gallizian-Mühle), que alberga el Museo Suizo del Papel, la Escritura y la Imprenta.

## Literatura
- Fábrica de papel de Basilea, Revista n.º 4, invierno de 2014.
- Pierre Louis van der Haegen: La primera imprenta de Basilea: factores económicos, sociopolíticos y de ubicación del sistema de información y condiciones marco (Der frühe Basler Buchdruck: ökonomische, sozio-politische und informationssystematische Standortfaktoren und Rahmenbedingungen). Basilea 2001.
- Hans Kälin: Papel en Basilea hasta 1500 (Papier in Basel bis 1500); Autoeditado, Basilea 1974; XI, 455 págs., enfermo. (Diss. phil. Univ. Basilea 1972), esp. págs. 155-168.
- René Teuteberg : Historia de Basilea (Basler Geschichte). 2. ed. Basel 1988, pág. 167 y sigs.